# Жан Ростан
Жан Едмон Сирюс Ростан (на френски: Jean Edmond Cyrus Rostand; 30 октомври 1894 г., Париж – 4 септември 1977 г., Вил д'Авре) е френски биолог, философ и историк на науката.
Остров Ростан в Антарктика е наименуван в негова чест.

## Биография
Роден е в семейството на драматурга Едмон Ростан  и поетесата Розмонд Жерар. Има брат Морис.
По стъпките на баща си, Ростан е избран във Френската академия през 1959 г.
Активен като експериментален биолог, Ростан става известен с работата си като научен писател, философ и активист. Научната му работа обхваща различни биологични области като ембриони на земноводните, партеногенеза и тератогения, докато литературното му творчество обхваща научнопопулярни изложения, историята на науката и философията. Работата му в областта на криогениката дава идеята за криониката на Робърт Етингер.
Ростан е активен по няколко каузи, по-специално срещу разпространението на ядрено въоръжение и смъртното наказание. Агностик, той демонстрира хуманистични убеждения. Пише няколко книги по въпроса за евгениката и отговорността на човечеството по отношение на собствената му съдба и мястото му в природата.

## Цитати
Известен е с множество цитати, като:
„Убий човек и ще бъдеш убиец. Убий милиони – и ще бъдеш завоевател. Убий всички – и ще станеш бог." От „Мисли на биолог“, 1938 г.
„Науката ни направи богове преди ние да сме се научили да бъдем хора.“ Използвано в РеГенезис (ТВ сериал)

## Трудове
- Le retour des pauvres , 1919 – Return of the poor
- La loi des riches, 1920 – The law of the rich
- Pendant qu’on souffre encore, 1921 – While suffering endures
- Ignace ou l'Écrivain , 1923 – Ignace or the writer
- Deux angoisses: la mort, l’amour, 1924 – Two anguishes: love and death
- De la vanité et de quelques autres sujets , 1925 – Of vanity and several other subjects
- Les familiotes et autres essais de mystique bourgeoise, 1925 – The familiotes and other essayd of the bourgeois mystique
- De l’amour des idées , 1926 – On the love of ideas
- Le mariage, 1927 – Marriage
- Valère ou l’Exaspéré , 1927 – Valère or The exasperated
- Julien ou Une conscience, 1928 – Julien or A conscience
- Les chromosomes, artisans de l’hérédité et du sexe, 1929 – Chromosomes, artesans of heredity and sex
- De la mouche à l’Homme, 1930 – From fly to man
- L’état présent du transformisme, 1931 – The current state of transformism
- Journal d’un caractère, 1931 – Journal of a character
- L’Évolution des espèces, 1932 – The evolution of species
- Les problèmes de l’hérédité et du sexe, 1933 – The problems of heredity and sex
- L’aventure humaine, 1933 – The human adventure
- La vie des libellules, 1935 – The life of dragonflies
- Insectes, 1936 – Insects
- La nouvelle biologie, 1937 – The new biology
- Biologie et médecine, 1938 – Biology and medicine
- Hérédité et racisme, 1938 – Heredity and racism
- Pensée d’un biologiste, 1938 – Thoughts from a biologist
- La vie et ses problèmes, 1938 – Life and its problems
- Science et génération, 1940 – Science and generation
- Les idées nouvelles de la génétique, 1941 – New ideas in genetics
- L’Homme, introduction à l’étude de la biologie humaine , 1941 – Man, introduction to the study of human biology
- L’Homme, maître de la vie, 1941 – Man, master of life
- Hommes de vérité 1942 – Men of truth
- L’avenir de la biologie, 1943 – The future of biology
- La genèse de la vie, histoire des idées sur la génération spontanée , 1943 – Genesis of life, a history of the ideas on spontaneous generation
- La vie des vers à soie , 1944 – The life of silkworms
- Esquisse d’une histoire de la biologie , 1945 – Sketch of a history of biology
- L’avenir de la biologie, 1946 – The future of biology
- Qu’est-ce qu’un enfant ?, 1946 – What is a child?
- Charles Darwin , 1947
- Nouvelles pensées d’un biologiste, 1947 – New thoughts from a biologist
- L’hérédité humaine , 1948 – Human heredity
- Hommes de vérité II , 1948 – Men of truth II
- La biologie et l’avenir humain, 1949 – Biology and the human future
- L’Homme devant la biologie, 1949 – Man facing biology
- La parthénogenèse, reproduction virginale chez les animaux, 1949 – Parthenogenesis, virginal reproduction in animals
- La parthénogenèse animale, 1949 – Animal parthenogenesis
- La génétique des batraciens, 1951 – Batrachian genetics
- Les grands courants de la biologie , 1951 – Great trends in biology
- Les origines de la biologie expérimentale et l’abbé Spallanzani , 1951 – The origins of experimental biology and the abbott Spallanzani
- L’hérédité humaine, 1952 – Human heredity
- Pages d’un moraliste , 1952 – Pages by a moralist
- Ce que nous apprennent les crapauds et les grenouilles, 1953 – What toads and frogs teach us
- La vie, cette aventure, 1953 – Life, that adventure
- Ce que je crois, 1953 – What I believe
- Instruire sur l’Homme, 1953 – To instruct on Man
- Notes d’un biologiste , 1954 – Notes from a biologist
- Les crapauds et les grenouilles et quelques grands problèmes biologiques, 1955 – Toads, frogs and a few great problems in biology
- Le problème biologique de l’individu, 1955 – The biological problem of the individual
- L’Homme en l’an 2000 , 1956 – Man in the year 2000
- Peut-on modifier l’Homme ?, 1956 – Can we modify Man?
- L’atomisme en biologie, 1956 – Atomism in biology
- Bestiaire d’amour, 1958 – A bestiary of love
- Aux sources de la biologie, 1958 – At the sources of biology
- Anomalies des amphibiens anoures, 1958 – Anomalies of anurian amphibians
- Science fausse et fausses sciences, 1958 – Erroneous science and false science
- Les origines de la biologie expérimentale , 1959 – Origins of experimental biology
- Carnet d’un biologiste , 1959 – Notepad of a biologist
- Espoirs et inquiétudes de l’homme , 1959 – The hopes and worries of Man